# Schlegelia macrophylla
Schlegelia macrophylla är en tvåhjärtbladig växtart som beskrevs av Adolpho Ducke. Schlegelia macrophylla ingår i släktet Schlegelia och familjen Schlegeliaceae. Inga underarter finns listade i Catalogue of Life.